# Архієрейська протока
Архієре́йська прото́ка — протока Дніпра у місті Дніпро між островом Монастирським й правим берегом Дніпра, на дні якої з одного боку схована невелика забора (див. Архієрейська забора).
Наприкінці XVIII століття, після скасування Запорізької Січі, протоку дали місцевому архієреєві для лову риби до «архієрейського столу», через що та протока вкупі з заборою набула назви Архірейськими.
Нині відділяє північну, острівну, частину центрального парку ім. Шевченка.